# Simón de Rojas
Simón de Rojas (Valladolid, 28 ottobre 1552 – Madrid, 28 settembre 1624) è stato un presbitero spagnolo, religioso dell'Ordine della Santissima Trinità. Beatificato nel 1766, è stato proclamato santo da papa Giovanni Paolo II nel 1988.

## Biografia
Entrò dodicenne nell'ordine trinitario nel convento di Valladolid e nel 1572 emise i voti.
Compì gli studi teologici all'università di Salamanca e nel 1577 fu ordinato sacerdote.
Fu professore di teologia e filosofia a Toledo e ricoprì numerose cariche all'interno del suo ordine (superiore di vari conventi, visitatore apostolico, provinciale di Castiglia).
Fu anche precettore dei figli del re di Spagna, Filippo IV, e confessore della regina Elisabetta.
Si distinse per la devozione mariana: propagò il culto del santissimo Nome di Maria e fece incidere le parole "Ave Maria" sulla facciata del palazzo reale a Madrid.

## Il culto
Fu canonizzato nel 1988, anno mariano.
Il suo elogio si legge nel Martirologio romano al 28 settembre.
(Martirologio Romano)